# Невероятная истина
«Невероятная истина» (англ. The Unbelievable Truth) — американский кинофильм 1989 года.

## Сюжет
Действие происходит в маленьком американском городке. Красавица Одри хотела для себя продолжения отношений со своим бойфрендом, квотербеком в команде её колледжа, и карьеру модели, но тут в городе после отбывания срока за убийство появляется Джош Хаттон. Никто не знает ни кого он убил, ни числа его жертв, ни его самого. Тем не менее отец Одри нанимает его механиком к себе, а вскоре Джош привлекает к себе внимание дочери босса, которая поддаётся влечению и влюбляется в него.

## В ролях
- Эдриэнн Шелли — Одри Хьюго
- Роберт Джон Бёрк — Джош Хаттон
- Кристофер Кук — Вик Хьюго, отец Одри
- Джулия МакНил — Перл, подруга Одри
- Кэтрин Мейфилд — Лиз Хьюго, мать Одри
- Мэтт Мэллой — Отис
- Эди Фалко — Джейн, официантка
- Билл Сейдж — Гас